# Yonkers
Yonkers è un comune (city) degli Stati Uniti d'America della contea di Westchester nello Stato di New York. La popolazione era di 195 976 persone al censimento del 2010, il che la rende la quarta città più grande dello Stato. La città confina con il Bronx, uno dei boroughs (distretti) di New York, tre chilometri a nord di Manhattan.
La città si estende su un territorio collinare sulla riva orientale del fiume Hudson.
Qui è nata l'associazione criminale Tanglewood Boys, ed è ambientata la miniserie televisiva Show Me a Hero, che racconta di un fatto realmente accaduto.

## Geografia fisica
Secondo lo United States Census Bureau, ha un'area totale di 20,3 mi² (52,58 km²).

## Società

### Evoluzione demografica
Secondo il censimento del 2010, è abitata da 195 976 persone.

### Etnie e minoranze straniere
Secondo il censimento del 2010, la composizione etnica della città era formata dal 55,8% di bianchi, il 18,7% di afroamericani, lo 0,7% di nativi americani, il 5,9% di asiatici, lo 0,1% di oceaniani, il 14,7% di altre etnie, e il 4,1% di due o più etnie. Ispanici o latinos di qualunque etnia erano il 34,7% della popolazione.

## Amministrazione

### Gemellaggi
- Kamëz, dal 2011
- Ternopil', dal 1991
- Tagliacozzo